# Roland Garros 2008

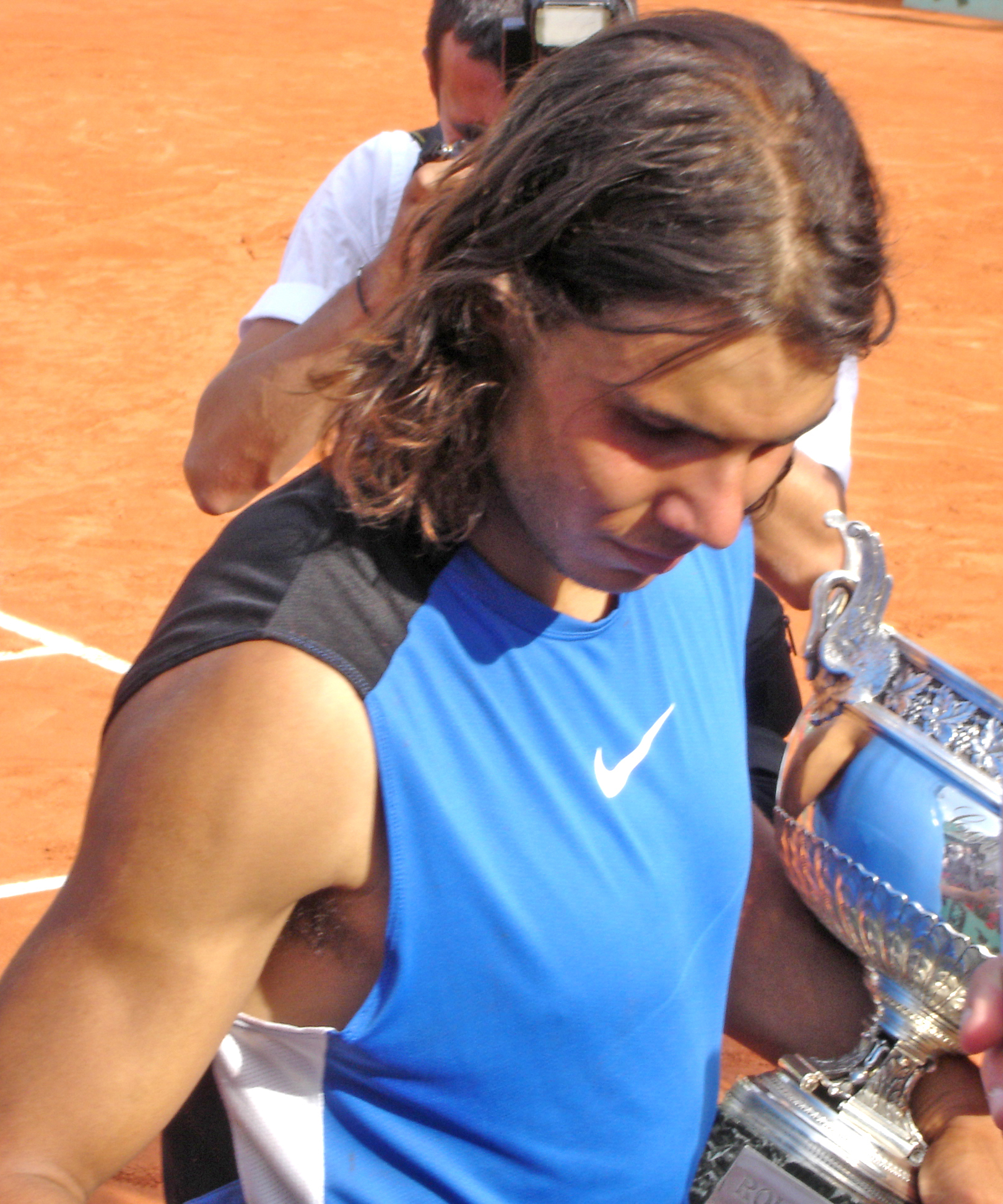
Rafael Nadal, winnaar bij de mannen.

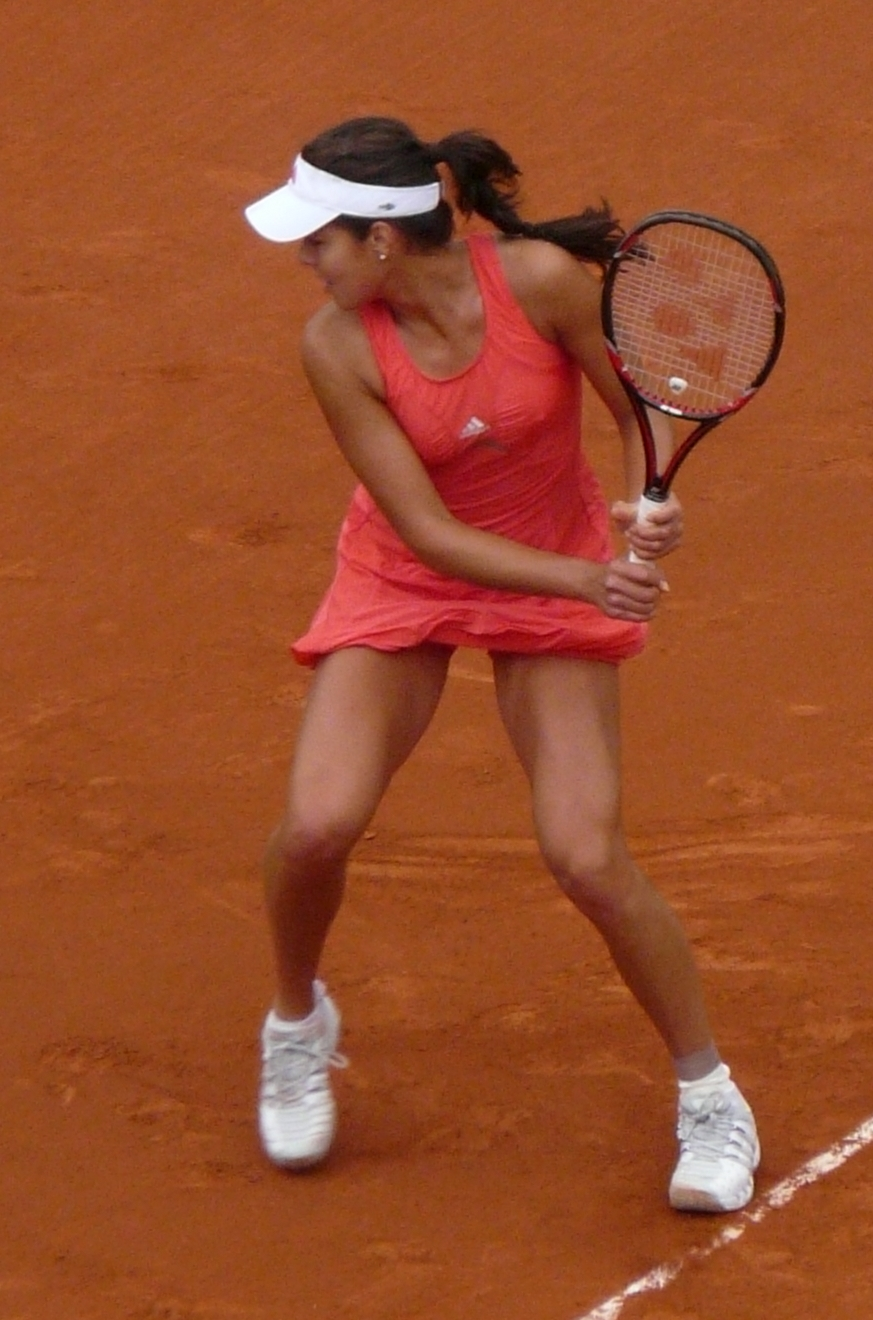
Ana Ivanović, winnares bij de vrouwen.

De 107e editie van het Franse grandslamtoernooi, Roland Garros 2008, werd gehouden van zondag 25 mei tot en met zondag 8 juni 2008. Voor de vrouwen was het de 101e editie. Het toernooi werd gespeeld in het Roland-Garrosstadion in het 16e arrondissement van Parijs.

## Titelverdedigers
Titelverdediger op dit toernooi in het enkelspel bij de mannen was, net als vorig jaar, de Spanjaard Rafael Nadal. Bij de vrouwen was er geen titelverdedigster nadat Justine Henin haar carrière beëindigde.

## Enkelspel

### Mannen
Voor de vierde keer op rij won de Spanjaard Rafael Nadal het toernooi van Roland Garros. Hierin versloeg hij opnieuw de Zwitser Roger Federer in drie sets: 6-1, 6-3 en 6-0.

### Vrouwen
De als tweede geplaatste Servische Ana Ivanović won het toernooi voor de eerste keer door in de finale de als dertiende geplaatste Russin Dinara Safina met 6-4, 6-3 te verslaan.

## Dubbelspel

### Mannen
Het duo Luis Horna / Pablo Cuevas won de finale van het duo Daniel Nestor / Nenad Zimonjić in twee sets: 6-2 en 6-3.

### Vrouwen
Het duo Anabel Medina Garrigues / Virginia Ruano Pascual won de finale van het duo Casey Dellacqua / Francesca Schiavone in drie sets: 2-6 7-5 en 6-4.

### Gemengd
Het als derde geplaatste paar Viktoryja Azarenka (Wit-Rusland) / Bob Bryan (Verenigde Staten) won het toernooi door in de finale het als eerste geplaatste duo Katarina Srebotnik (Slovenië) / Nenad Zimonjić (Servië) met 6-4, 7-64 te verslaan.

## Junioren
Meisjesenkelspel

Finale: Simona Halep (Roemenië) won van Elena Bogdan (Roemenië) met 6-4, 63-7, 6-2
Jongensenkelspel

Finale: Yang Tsung-hua (Taiwan) won van Jerzy Janowicz (Polen) met 6–3, 7–65
Meisjesdubbelspel

Finale: Polona Hercog (Slovenië) en Jessica Moore (Australië) wonnen van Lesley Kerkhove (Nederland) en Arantxa Rus (Nederland) met 5-7, 6-1, [10-7]
Jongensdubbelspel

Finale: Henri Kontinen (Finland) en Christopher Rungkat (Indonesië) wonnen van Jaan-Frederik Brunken (Duitsland) en Matt Reid (Australië) met 6-0, 6-3

## Rolstoeltennis
Rolstoelvrouwenenkelspel

Finale: Esther Vergeer (Nederland) won van Korie Homan (Nederland) met 6-2, 6-2
Rolstoelmannenenkelspel

Finale: Shingo Kunieda (Japan) won van Robin Ammerlaan (Nederland) met 6–0, 7–6(5)
Rolstoelvrouwendubbelspel

Finale: Jiske Griffioen (Nederland) en Esther Vergeer (Nederland) wonnen van Korie Homan (Nederland) en Sharon Walraven (Nederland) met 6–2, 7–5
Rolstoelmannendubbelspel

Finale: Shingo Kunieda (Japan) en Maikel Scheffers (Nederland) wonnen van Robin Ammerlaan (Nederland) en Ronald Vink (Nederland) met 	6–4, 6–4

## Belgische deelnemers

### Enkelspel
Alle Belgen die deelnamen aan het hoofdtoernooi werden uitgeschakeld in de eerste ronde.

#### Mannen
Bij de mannen waren Olivier Rochus, Steve Darcis en Kristof Vliegen rechtstreeks geplaatst voor het hoofdtoernooi. Via het kwalificatietoernooi kwalificeerden zich geen andere mannen.
- Steve Darcis
  - 1e ronde: verslagen door David Ferrer (Spanje) (nr. 5) met 3-6, 4-6, 3-6
- Olivier Rochus
  - 1e ronde: verslagen door Sebastien Decoud (Argentinië) met 6-3, 4-6, 3-6, 7-6, 1-6
- Kristof Vliegen
  - 1e ronde: verslagen door Albert Montañés (Spanje) met 65-7, 62-7, 63-7

#### Vrouwen
Na het aangekondigde afscheid van Justine Henin, twee weken voor de start van het toernooi, werd geen enkele Belgische speelster rechtstreeks geplaatst voor het hoofdtoernooi. Wel kwalificeerde Yanina Wickmayer zich voor de hoofdtabel maar ze werd in de eerste ronde uitgeschakeld.
- Yanina Wickmayer
  - 1e ronde: verslagen door Akgul Amanmuradova (Oezbekistan) met 2-6, 5-7

### Dubbelspel

#### Mannen
- Steve Darcis met zijn Belgische partner Olivier Rochus
  - 1e ronde: wonnen van Carlos Berlocq (Argentinië) en Paul Capdeville (Chili) met 6-2, 7-6(5)
  - 2e ronde: wonnen van Robin Haase (Nederland) en Rik De Voest (Zuid-Afrika) met 6-4, 3-6, 6-4
  - 3e ronde: wonnen van Lucas Arnold Ker (Argentinië) en Juan Ignacio Chela (Argentinië) met 6-2, 6-4
  - kwartfinale: verslagen door Daniel Nestor (Canada) en Nenad Zimonjić (Servië) (nr. 2) met 1-6, 4-6
- Olivier Rochus met zijn Belgische partner Steve Darcis
  - 1e ronde: wonnen van Carlos Berlocq (Argentinië) en Paul Capdeville (Chili) met 6-2, 7-65
  - 2e ronde: wonnen van Robin Haase (Nederland) en Rik De Voest (Zuid-Afrika) met 6-4, 3-6, 6-4
  - 3e ronde: wonnen van Lucas Arnold Ker (Argentinië) en Juan Ignacio Chela (Argentinië) met 6-2, 6-4
  - kwartfinale: verslagen door Daniel Nestor (Canada) en Nenad Zimonjić (Servië) (nr. 2) met 1-6, 4-6
- Kristof Vliegen met zijn Zwitserse partner Yves Allegro
  - 1e ronde: verslagen door Marcos Daniel (Brazilië) en Jim Thomas (Verenigde Staten) met 6-2, 1-6, 4-6

#### Vrouwen
- Yanina Wickmayer met haar Franse partner Virginie Razzano
  - 1e ronde: verslagen door Nathalie Dechy (Frankrijk) en Jelena Lichovtseva (Rusland) (nr. 14) met 2-6, 3-6

#### Gemengd
Geen Belgische deelnemers.

## Nederlandse deelnemers

### Enkelspel

#### Mannen
Bij de mannen was Robin Haase rechtstreeks geplaatst voor het hoofdtoernooi. Jesse Huta Galung plaatste zich via het kwalificatietoernooi voor het hoofdtoernooi. Beide werden in de eerste ronde uitgeschakeld.
- Jesse Huta Galung
  - 1e ronde: verslagen door Jiří Vaněk (Tsjechië) met 3-6, 5-7, 2-6
- Robin Haase
  - 1e ronde: verslagen door Marin Čilić (Kroatië) met 66-7, 2-6, 64-7

#### Vrouwen
Van de Nederlandse dames nam alleen Michaëlla Krajicek deel. Zij was rechtstreeks geplaatst voor het hoofdtoernooi. Ze werd in de eerste ronde uitgeschakeld.
- Michaëlla Krajicek
  - 1e ronde: verslagen door Sanda Mamić (Kroatië) met 4-6, 3-6

### Dubbelspel

#### Mannen
- Robin Haase met zijn Zuid-Afrikaanse partner Rik De Voest
  - 1e ronde: wonnen van Maks Mirni (Wit-Rusland) en Jamie Murray (Verenigd Koninkrijk) (nr. 12) met 3-6, 6-3, 7-5
  - 2e ronde: verslagen door Steve Darcis (België) en Olivier Rochus (België) met 4-6, 6-3, 4-6
- Rogier Wassen met zijn Duitse partner Christopher Kas (nr. 15)
  - 1e ronde: wonnen van Jonathan Eysseric (Frankrijk) en Adrian Mannarino (Frankrijk) met 6-2, 6-1
  - 2e ronde: verslagen door John Isner (Verenigde Staten) en Sam Querrey (Verenigde Staten) met 7-65, 5-7, 0-3 (opgave)

#### Vrouwen
- Michaëlla Krajicek met haar Nieuw-Zeelandse partner Marina Erakovic
  - 1e ronde: verslagen door Émilie Loit (Frankrijk) en Pauline Parmentier (Frankrijk) met 4-6, 63-7

#### Gemengd
- Rogier Wassen met zijn Franse partner Virginie Razzano
  - 1e ronde: wonnen van Peng Shuai (China) en Wesley Moodie (Zuid-Afrika) met 7-62, 7-5
  - 2e ronde: wonnen van Volha Havartsova (Wit-Rusland) en David Martin (Verenigde Staten) met 62-7, 6-3, [10-6]
  - kwartfinale: verslagen door Zheng Jie (China) en Mahesh Bhupathi (India) met 2-6, 4-6

## Kwalificatietoernooi (enkelspel)
Algemene regels – Aan het hoofdtoernooi (enkelspel) doen bij de mannen en vrouwen elk 128 tennissers mee. De 104 beste mannen en 108 beste vrouwen van de wereldranglijst die zich inschrijven worden rechtstreeks toegelaten. Acht mannen en acht vrouwen krijgen van de organisatie een wildcard. Voor de overige ingeschrevenen resteren dan nog zestien plaatsen bij de mannen en twaalf plaatsen bij de vrouwen in het hoofdtoernooi – deze plaatsen worden via het kwalificatietoernooi ingevuld. Aan dit kwalificatietoernooi doen nog eens 128 mannen en 96 vrouwen mee.
Via het kwalificatietoernooi probeerden de volgende Belgen en Nederlanders deelname aan het hoofdtoernooi af te dwingen:

### Belgen op het kwalificatietoernooi
Bij de heren deden Dick Norman en Christophe Rochus mee aan de kwalificatie. Beiden werden in de eerste ronde uitgeschakeld.
- Dick Norman
  - 1e ronde: verslagen door Jan Hernych (Tsjechië) met 4-6, 5-7
- Christophe Rochus (nr. 11)
  - 1e ronde: verslagen door Sebastian Decoud (Argentinië) met 4-6, 6-3, 3-6

Bij de vrouwen deden Kirsten Flipkens, Caroline Maes en Yanina Wickmayer mee. Alleen Wickmayer haalde het hoofdtoernooi.
- Kirsten Flipkens
  - 1e ronde: won van Abigail Spears (Verenigde Staten) met 6-0, 4-6, 6-4
  - 2e ronde: verslagen door Julia Görges (Duitsland) (nr. 6) met 3-6, 3-6
- Caroline Maes
  - 1e ronde: won van Simona Matei (Roemenië) met 6-0, 6-2
  - 2e ronde: verslagen door María José Martínez Sánchez (Spanje) met 4-6, 6-4, 4-6
- Yanina Wickmayer (nr. 4)
  - 1e ronde: won van Virginie Pichet (Frankrijk) met 6-3, 6-3
  - 2e ronde: won van Margalita Tsjachnasjvili (Georgië) met 6-1, 6-4
  - 3e ronde: won van Emmanuelle Gagliardi (Zwitserland) met 4-6, 6-3, 6-2

### Nederlanders op het kwalificatietoernooi
Drie Nederlandse heren namen deel aan het kwalificatietoernooi. Alleen Huta Galung haalde het hoofdtoernooi. Middelkoop en Van Gemerden werden al in hun eerste wedstrijd uitgeschakeld.
- Jesse Huta Galung
  - 1e ronde: won van Flavio Cipoll (Italië) (nr. 9) met 7-63, 6-3
  - 2e ronde: won van Hugo Armando (Verenigde Staten) met 6-2, 6-0
  - 3e ronde: won van Mark Lopez (Spanje) met 63-7, 7-63, 6-3
- Melle van Gemerden
  - 1e ronde: verslagen door Simon Stadler (Duitsland) met 4-6, 7-63, 0-6
- Matwé Middelkoop
  - 1e ronde: verslagen door Benedikt Dorsch (Duitsland) met 6-3, 6-4

Bij de dames deed alleen Brenda Schultz-McCarthy mee aan het kwalificatietoernooi. Zij werd in de tweede ronde uitgeschakeld.
- Brenda Schultz-McCarthy
  - 1e ronde: won van Chloé Babet (Frankrijk) met 6-2, 6-2
  - 2e ronde: verslagen door Olga Poetsjkova (Rusland) (nr. 11) met 2-6, 1-6

1891 · 1892 · 1893 · 1894 · 1895 · 1896 · 1897 · 1898 · 1899 · 1900 · 1901 · 1902 · 1903 · 1904 · 1905 · 1906 · 1907 · 1908 · 1909 · 1910 · 1911 · 1912 · 1913 · 1914 · 1915–1919 · 1920 · 1921 · 1922 · 1923 · 1924 · 1925 · 1926 · 1927 · 1928 · 1929 · 1930 · 1931 · 1932 · 1933 · 1934 · 1935 · 1936 · 1937 · 1938 · 1939 · 1940–1945 · 1946 · 1947 · 1948 · 1949 · 1950 · 1951 · 1952 · 1953 · 1954 · 1955 · 1956 · 1957 · 1958 · 1959 · 1960 · 1961 · 1962 · 1963 · 1964 · 1965 · 1966 · 1967
↓ open tijdperk ↓
1968 (m-v-md-vd-gd) · 1969 (m-v-md-vd-gd) · 1970 (m-v-md-vd-gd) · 1971 (m-v-md-vd-gd) · 1972 (m-v-md-vd-gd) · 1973 (m-v-md-vd-gd) · 1974 (m-v-md-vd-gd) · 1975 (m-v-md-vd-gd) · 1976 (m-v-md-vd-gd) · 1977 (m-v-md-vd-gd) · 1978 (m-v-md-vd-gd) · 1979 (m-v-md-vd-gd) · 1980 (m-v-md-vd-gd) · 1981 (m-v-md-vd-gd) · 1982 (m-v-md-vd-gd) · 1983 (m-v-md-vd-gd) · 1984 (m-v-md-vd-gd) · 1985 (m-v-md-vd-gd) · 1986 (m-v-md-vd-gd) · 1987 (m-v-md-vd-gd) · 1988 (m-v-md-vd-gd) · 1989 (m-v-md-vd-gd) · 1990 (m-v-md-vd-gd) · 1991 (m-v-md-vd-gd) · 1992 (m-v-md-vd-gd) · 1993 (m-v-md-vd-gd) · 1994 (m-v-md-vd-gd) · 1995 (m-v-md-vd-gd) · 1996 (m-v-md-vd-gd) · 1997 (m-v-md-vd-gd) · 1998 (m-v-md-vd-gd) · 1999 (m-v-md-vd-gd) · 2000 (m-v-md-vd-gd) · 2001 (m-v-md-vd-gd) · 2002 (m-v-md-vd-gd) · 2003 (m-v-md-vd-gd) · 2004 (m-v-md-vd-gd) · 2005 (m-v-md-vd-gd) · 2006 (m-v-md-vd-gd) · 2007 (m-v-md-vd-gd) · 2008 (m-v-md-vd-gd) · 2009 (m-v-md-vd-gd) · 2010 (m-v-md-vd-gd) · 2011 (m-v-md-vd-gd) · 2012 (m-v-md-vd-gd) · 2013 (m-v-md-vd-gd) · 2014 (m-v-md-vd-gd) · 2015 (m-v-md-vd-gd) · 2016 (m-v-md-vd-gd) · 2017 (m-v-md-vd-gd) · 2018 (m-v-md-vd-gd) · 2019 (m-v-md-vd-gd) · 2020 (m-v-md-vd) · 2021 (m-v-md-vd-gd) · 2022 (m-v-md-vd-gd) · 2023 (m-v-md-vd-gd) · 2024 (m-v-md-vd-gd)
Lijst van Roland Garroswinnaars